# Unciaal 079
Unciaal 079 (Gregory-Aland), ε 16 (von Soden), is een van de Bijbelse handschriften in de Griekse taal. Het dateert uit de 6e eeuw en is geschreven met uncialen op perkament.

## Beschrijving
Het bevat de tekst van Lucas 7,39-49; 24,10-19. De gehele codex bestaat uit 2 bladen (31 × 25 cm) en werd geschreven in twee kolommen per pagina, 23 regels per pagina.
De codex is een representant van het Byzantijnse tekst-type, Kurt Aland plaatste de codex in Categorie III.

## Geschiedenis
Het is een palimpsest, de bovenste tekst werd geschreven in de Georgische taal.
Het handschrift werd verzameld door Tischendorf en Kurt Treu.
Het handschrift bevindt zich in de Russische Nationale Bibliotheek (Suppl. Gr. 13, fol. 8-10), in Sint-Petersburg.